# Dálnice A1 (Rakousko)
Dálnice A1, někdy nazývána jako Západní dálnice (německy Autobahn A1 nebo West Autobahn), je 292 kilometrů dlouhá rakouská dálnice. Byla první postavenou dálnicí v zemi. Vede z Vídně přes Linec do Salcburku, kde se na hranici s Německem napojuje na německou dálnici A8.
Jako první byl během druhé světové války postaven úsek u Salcburku. Výstavba dálnice byla obnovena po odchodu sovětských vojsk v roce 1955, poslední úseky byly zprovozněny v 70. letech 20. století na hranicích Horních a Dolních Rakous a v Horních Rakousích mezi Lambachem a Vöcklabruckem.

## Dálniční křižovatky
- Steinhäusl (km 32) – dálnice A21 (E60)
- St. Pölten (km 55) – rychlostní silnice S33 (E60)
- Linz (km 169) – dálnice A7 (E55)
- Haid (km 175) – dálnice A25 (E552)
- Voralpenkreuz (km 196) – dálnice A8 (E56) a dálnice A9 (E57)
- Salcburk (km 298) – dálnice A10 (E55)